# Dengta
För andra betydelser, se Dengta (olika betydelser).
Dengta är en stad på häradsnivå som lyder under Liaoyangs stad på prefekturnivå i Liaoning-provinsen i nordöstra Kina. Den ligger omkring 43 kilometer söder om provinshuvudstaden Shenyang.
1. ↑  http://www.geohive.com/cntry/cn-21.aspx